# Al-Tirmidhi
Abū ʿĪsā Muḥammad ibn ʿĪsā as-Sulamī aḍ-Ḍarīr al-Būghī at-Tirmidhī (en árabe: أبو عيسى محمد بن عيسى السلمي الضرير البوغي الترمذي; en persa: ترمذی, Termezī; 824 – 9 de octubre de 892 d. C./209 - 279 AH), también llamado como Imām at-Termezī/Tirmidhī, fue un ulema y colector de hadices de Termez, actual Uzbekistán (antiguamente llamado como Khorasan). Escribió varias obras como Shama'il Muhammadiyah (conocido popularmente como Shama'il at-Tirmidhi), una compilación de hadices acerca del carácter del profeta Mahoma. Una de sus famosas obras es Jami at-Tirmidhi, que es uno de las seis compilaciones canónicas del hadith o también llamado como Kutub al-Sittah. At-Tirmidhi era diestro en la gramática árabe, favoreciendo la escuela de Kufa sobre la de Basora ya que la escuela de Kufa usaba como fuente primaria la poesía árabe. 

## Biografía

### Nombre y linaje
El nombre (ismo) dado a Al-Tirmidhi's era "Muhammad", su kunya era "Abu `Isa" ("Padre de `Isa), su laqab era "ad-Darir" ("El Ciego") ya que se dice que nació ciego pero la mayoría de los eruditos están de acuerdo que quedó ciego más adelante en su vida. Su genealogía es incierta; su nasab (patronímico) se ha dado de diversas formas como:
- Muḥammad ibn ‛Īsá ibn Sawrah (محمد بن عيسى بن سورة)[3]
- Muḥammad ibn ‛Īsá ibn Sawrah ibn Mūsá ibn aḍ-Ḍaḥḥāk (محمد بن عيسى بن سورة بن موسى بن الضحاك)[4][5][6][7]
- Muḥammad ibn ‛Īsá ibn Sawrah ibn Shaddād (محمد بن عيسى بن سورة بن شداد)[8]
- Muḥammad ibn ‛Īsá ibn Sawrah ibn Shaddād ibn aḍ-Ḍaḥḥāk (محمد بن عيسى بن سورة بن شداد بن الضحاك) [9]
- Muḥammad ibn ‛Īsá ibn Sawrah ibn Shaddād ibn ‛Īsá (محمد بن عيسى بن سورة بن شداد بن عيسى)[7]
- Muḥammad ibn ‛Īsá ibn Yazīd ibn Sawrah ibn as-Sakan (محمد بن عيسى بن يزيد بن سورة بن السكن)[10][11]
- Muḥammad ibn ‛Īsá ibn Sahl (محمد بن عيسى بن سهل)[12][13]
- Muḥammad ibn ‛Īsá ibn Sahl ibn Sawrah (محمد بن عيسى بن سهل بن سورة) [14]

El abuelo de At-Tirmidhi era originario de Merv, pero se mudó a Tirmidh. De acuerdo con Britannica Online, era árabe. Según SH Nasr y M. Mutahhari en The Cambridge History of Iran, Al-Tirmidhi era de etnia persa. Su tío era el famoso sufí Abu Bakr al- Warraq. Al-Warraq fue el maestro de Al-Hakim al-Samarqandi, un conocido asociado del famoso teólogo Abu Mansur Al-Matuiridi.

### Nacimiento
At-Tirmidhi nació durante el reinado del califa Abbasid Al-Ma'mum en el 209 A.H (824/825 d. C.). Adh-Dhahabi solo afirma que At-Tirmidhi nació cerca del año 210 A.H (825/826), por lo que algunas fuentes indican que su fecha de nacimiento es el 210 A.H. Algunas fuentes indican que nació en Mecca (Siddiqi dice que el nació en Mecca en 206 A.H (821/822)) mientras que otros dicen que el nació en Tirmidh (Persa: Termez), sur de Uzbekistán. La opinión más fuerte es que el nació en Tirmidh, nació en las afueras de la aldea de Bugh (Por eso uno de los nisbats de At-Tirmidhi es "al-Bughi").

### Estudios de hadices
At-Tirmidhi comenzó el estudio de los hadices a la edad de 20 años. Desde el año 235 A. H. (849/850) viajó mucho por Khurasan, Irak y el Hijaz para recopilar hadices. Sus maestros y aquellos de quienes narró incluyeron:
- al-Bukhari[3][31][32][8][9][2][33][34]
- Abū Rajā' Qutaybah ibn Sa'īd al-Balkhī al-Baghlāni[31][32][9][33]
- 'Alī ibn Ḥujr ibn Iyās as-Sa'dī al-Marwazī [31][32][9][33]
- Muḥammad ibn Bashshār al-Baṣrī [32][9][33]
- 'Abd Allah ibn Mu'āwiyah al-Jumaḥī al-Baṣrī[31]
- Abū Muṣ'ab az-Zuhrī al-Madanī[31]
- Muḥammad ibn 'Abd al-Mālik ibn Abī ash-Shawārib al-Umawī al-Baṣrī[31]
- Ismā'īl ibn Mūsá al-Fazārī al-Kūfi[31]
- Muḥammad ibn Abī Ma'shar as-Sindī al-Madanī[31]
- Abū Kurayb Muḥammad ibn al-'Alā' al-Kūfī[31][9]
- Hanād ibn al-Sarī al-Kūfī[31][9]
- Ibrāhīm ibn 'Abd Allāh al-Harawī[31]
- Suwayd ibn Naṣr ibn Suwayd al-Marwazī[31]
- Muḥammad ibn Mūsā al-Baṣrī[9]
- Zayd ibn Akhzam al-Baṣrī[2]
- al-'Abbās al-'Anbarī al-Baṣrī[2]
- Muḥammad ibn al-Muthanná al-Baṣrī[2]
- Muḥammad ibn Ma'mar al-Baṣrī[2]
- ad-Darimi [9][33]
- Muslim[2][33][34]
- Abu Dawud[8][2][34]

En ese momento, Khurasan, la tierra natal de at-Tirmidhi, era un importante centro de aprendizaje y albergaba un gran número de muhaddiths. Otros centros importantes de aprendizaje visitados por at-Tirmidhi fueron las ciudades iraquíes de Kufa y Basora. At-Tirmidhi informó hadices de 42 maestros de Kufa. En su Jami`, utilizó más informes de profesores de Kufa que de profesores de cualquier otra ciudad.
At-Tirmidhi fue alumno de al-Bukhari, que estaba establecido en Khurasan. Adh-Dhahabi escribió: "Su conocimiento del hadiz provino de al-Bukhari". At-Tirmidhi mencionó el nombre de al-Bukhari 114 veces en su Jami`. Utilizó el Kitab at-Tarikh de al-Bukhari como fuente cuando mencionó discrepancias en el texto de un hadiz o sus transmisores, y elogió a al-Bukhari como la persona con más conocimientos en Irak o Khurasan en la ciencia de las discrepancias de los hadices. Al mencionar las sentencias de los juristas, siguió la práctica de al-Bukhari de no mencionar el nombre de Abu Hanifah. Debido a que nunca recibió una cadena confiable de narradores que mencionaran los decretos de Abu Hanifa, en cambio los atribuiría a "algunas personas de Kufa". Al-Bukhari también tenía en alta estima a at-Tirmidhi. Se dice que le dijo a at-Tirmidhi: "Yo me he beneficiado más de ti que tú de mí", y en su Sahih narró dos hadices de at-Tirmidhi.
At-Tirmidhi también narró algunos hadices de Abu Dawud y uno de Muslim. Muslim también narró un hadiz de at-Tirmidhi en su propio Sahih.
AJ Wensinck menciona a Ahmad ibn Hanbal entre los maestros de at-Tirmidhi. Sin embargo, Hoosen afirma que, según las fuentes más fiables, at-Tirmidhi nunca fue a Bagdad ni asistió a ninguna conferencia de Ahmad ibn Hanbal. Además, at-Tirmidhi nunca narra directamente de Ahmad ibn Hanbal en su Jami`.
Varios de los maestros de at-Tirmidhi también enseñaron a al-Bukhari, Muslim, Abu Dawud, Ibn Majah y an-Nasa'i.

### Obras
- Al-Jami' al-Mukhtasar min as-Sunan 'an Rasul Allah, conocido como Jami' at-Tirmidhi
- Al-'Ilal as-Sughra
- Az-Zuhd
- Al-'Ilal al-Kubra
- Ash-Shama'il an-Nabawiyya wa'l-Fada'il al-Mustafawiyya
- Al-Asma' wa'l-Kuna
- Kitab at-Tarikh

## Acusación de herejía por parte de algunos hanbalitas
Al-Tirmidhi fue acusado de ser un hereje Jahmi y fue duramente criticado por algunos seguidores fanáticos de Hanbali, incluido Abu Bakr al-Khallal (m. 311/923) en su Kitab al-Sunna (Libro de la Tradición Profética), porque rechazó una narración atribuida a Mujahid ibn Jabr sobre la explicación del versículo 79 de Surat al-Isra' en el Corán sobre la elogiable estación de Mahoma conocida como "al-Maqam al-Mahmud".
El verso es: "Y desde [parte de] la noche, reza con ella [es decir, recitación del Corán] como [adoración] adicional para ti; se espera que tu Señor te resucite a una estación alabada." [Qur'an 17:79 - Traducción de Sahih International]
Los hanbalitas interpretaron la Elogiable Estación como el asiento de Mahoma en el Trono junto a Dios, a pesar de la debilidad general de las narraciones que la respaldan.

## Muerte
At-Tirmidhi estuvo ciego en los dos últimos años de su vida, según adh-Dhahabi. Se dice que su ceguera fue consecuencia de un llanto excesivo, ya sea por temor a Dios o por la muerte de al-Bukhari. 
Murió la noche del lunes 13 de Rajab de 279 AH (domingo 8 de octubre de 892 por la noche) en Bugh.
At-Tirmidhi está enterrado en las afueras de Sherobod, 60 kilómetros al norte de Termez en Uzbekistán. En Termez se le conoce localmente como Abu Isa at-Termezi o "Termez Ota" ("Padre de Termez").